# Denzingen
Denzingen ist ein Stadtteil von Günzburg im schwäbischen Landkreis Günzburg in Bayern. Das Kirchdorf liegt südlich von Günzburg in dessen unmittelbarer Nachbarschaft und erstreckt sich vom Günztal bis auf die Höhe des Günztalrandes.

## Geschichte
Mit seinen neolithischen und römischen Siedlungsspuren gehört der Ort zum ältesten Siedlungsgebiet in der Umgebung.
Denzingen wurde erstmals im 12. Jahrhundert erwähnt, als der Kleriker Sigeboto von Günzburg eine Mühle zu „Tainzingen“ (= Denzingen) an das Kloster St. Ulrich und Afra in Augsburg schenkte. 
Am 12. September 1944 erfolgte ein amerikanischer Bombenangriff auf Denzingen, bei dem neun Menschen starben und zahlreiche Bewohner verwundet wurden. Dabei wurden außerdem Munitionszüge, die Fabrikhallen der Peikert-Werke AG und ein Großteil der Umgebung zerstört. 
Die bis dahin selbständige Gemeinde Denzingen wurde am 1. Mai 1978 zu Günzburg eingegliedert.

## Baudenkmäler
Siehe auch: Liste der Baudenkmäler in Denzingen
- Katholische Filialkirche St. Anna